# پاپ کلمنت یکم

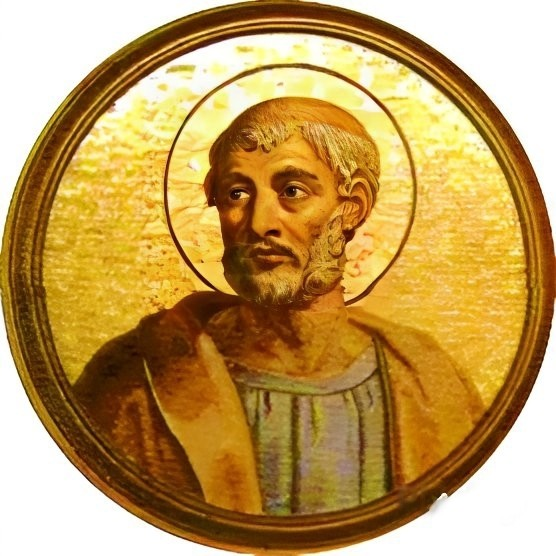

پاپ کلمنس یکم (به لاتین: Clemens I) یکی از پاپ‌های کلیسای کاتولیک (اسقف رم) بود که در رم به دنیا آمد و بین سال‌های ۸۸ یا ۹۲ تا ۹۷ یا ۹۹ میلادی پاپ بود.